# 小蘇努庫利湖
55°5′26″N 60°22′6″E / 55.09056°N 60.36833°E
小蘇努庫利湖（俄语：Малый Сунукуль），是俄羅斯的湖泊，位於該國西南部車里雅賓斯克州，由切巴爾庫爾區負責管轄，面積1.08平方公里，海拔高度328米，平均水深2米。